# 卡琳的面孔
《卡琳的面孔》（瑞典語標題：Karins ansikte，英語標題：Karin's Face）是由一部英格瑪·伯格曼所執導的14分鐘的影片，主題是柏格曼的母親卡琳。這部影片在簡單的音樂下，包含了柏格曼家庭成員靜物攝影照片，而沒有任何旁白解說。

## 演員
- 卡琳·伯格曼（Karin Bergman） - 她自己 (archive footage)

## 外部連結
- 互联网电影数据库（IMDb）上《卡琳的面孔》的资料（英文）